# 東加古川
東加古川（ひがしかこがわ、英字表記:Higashi-Kakogawa）は、主として兵庫県加古川市の南東部を指す言葉で、市の副都心的機能を担う。最寄り駅はJR神戸線東加古川駅（兵庫県加古川市平岡町新在家）。

## 概要
東加古川駅を中心にする地域で、平岡町と野口町東部の地域である。西は加古川市中心部、東は明石市・播磨町、北は神野町・稲美町、南は明姫幹線を挟んで浜手地区（別府町・尾上町）に接する。
地域内には大型量販店・ファミリーレストラン・シネマコンプレックス・大学や各種福祉センターなど加古川市街にもあまり見られない施設が充実している。加古川市ゾーンバスの運行開始で加古川市街との行き来がかなり便利になった。